# Hosoor, Virajpet
Hosoor là một làng thuộc tehsil Virajpet, huyện Kodagu, bang Karnataka, Ấn Độ.